# شیمیزو، هوکایدو
شیمیزو، هوکایدو (به لاتین: Shimizu, Hokkaido) یک منطقهٔ مسکونی در ژاپن است که در Tokachi Subprefecture واقع شده‌است. شیمیزو ۱۰٬۲۴۳ نفر جمعیت دارد.